# Rubus hibiscifolius
Rubus hibiscifolius är en rosväxtart som beskrevs av Wilhelm Olbers Focke. Rubus hibiscifolius ingår i släktet rubusar, och familjen rosväxter. Inga underarter finns listade i Catalogue of Life.